# クロスドッキング
クロスドッキングとは経営学用語の一つであり、チェーン店を展開している小売業の物流システム。これはすべてのチェーン店を総括する物流センターに商品が入庫されたならば、すぐにその商品を店別に仕分けをして出荷するというシステムである。欧米の物流ではディストリビューション・センターという施設が置かれ、そこで一定期間商品が保管された後に出荷されるという形式がほとんどであった。このためにクロスドッキングというシステムの導入により、在庫の減少やリードタイムを短縮できるというメリットが注目された。日本の物流においては、商品を物流センターに在庫として保管するというシステムは無く、保管を経ずに通過をするのみであった。このことから日本でクロスドッキングを導入したならば合理化は期待できず、メーカーや流通業者の負担が増えるということになる場合がある。